# Demídov

Escudo de armas

La familia Demídov (en ruso: Деми́довы, también escrito Demidoff) era una influyente familia rusa, posiblemente la segunda más rica de Rusia, después del zar en los siglos XVIII y XIX.

## Historia

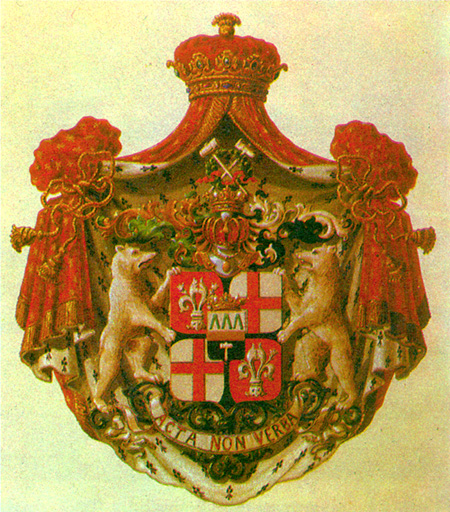
Escudo de armas del príncipe Anatole Demidoff

El progenitor de la familia, Demid Grigórievich Antúfiev, era un herrero libre de Tula, donde su necrópolis familiar está conservada como museo. Su hijo, Nikita Demídov (26 de marzo de 1656-17 de noviembre de 1725) hizo su fortuna por sus habilidades en la fabricación de armas, estableciendo una fundición de hierro para el gobierno. Pedro el Grande, de quien era un favorito, le hizo noble con sus hijos en 1720. Durante dos siglos, las fábricas de los Demídov produjeron una gran parte del hierro y el acero ruso. El Palacio de Westminster es uno de muchos edificios remarcables construido con productos de metal de Demídov.
El hijo de Nikita, Akinfi Nikítich Demídov (1678-1745), aumentó la riqueza que había heredado mediante el descubrimiento y explotación de minas de oro, plata y cobre. Fundó la ciudad siberiana de Barnaúl, cuya plaza central aún conserva su nombre. Encargó del mismo modo la construcción de la Torre inclinada de Neviansk. Su fortuna fue heredada por su hijo mayor Prokofi Akínfiyevich Demídov, mientras que el menor de ellos, Nikita Akínfiyevich Demídov (1724-1789) se dedicó al patrocinio artístico. El sobrino de Akinfi, Pável Grigórievich Demídov (1738-1821), fue un gran viajero y benefactor de la investigación científica rusa. Tenía amistad con Carlos Linneo y Peter Simon Pallas. Estableció el Liceo Demídov de Yaroslavl, la cátedra Demídov de historia natural en la Universidad de Moscú, fundando un premio anual para la literatura rusa, otorgado por la Academia Rusa de las Ciencias. Se erigió un monumento de bronce en su honor en Yaroslavl en 1828. 

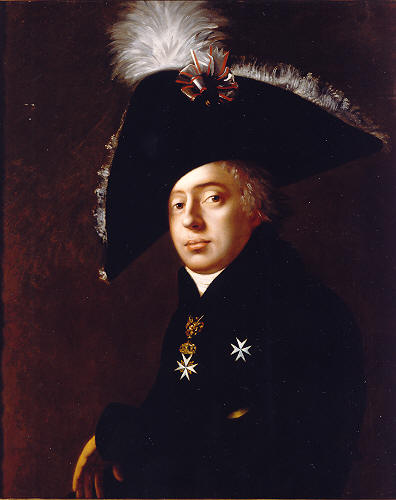
Conde Nikolái Nikítich Demídov.

El sobrino de Pável, Nikolái Nikítich Demídov (1774-1828), luchó en las guerras napoleónicas, con distinción, comandando un regimiento para oponerse a la invasión, continuando la acumulación de riqueza proveniente de la minería; contribuyó en la construcción de cuatro puentes en San Petersburgo y a la difusión de la cultura científica en Moscú.
El hijo de Nikolái, Pável Nikoláievich Demídov (1798-1840) luchó como oficial en el regimiento de su padre, recibiendo su bautismo de fuego en la Batalla de Borodinó de 1812. Después de la guerra entró en el Regimiento de los Caballeros Guardias. Se retiró en 1831 con el rango de capitán entrando al servicio civil como gobernador de la provincia de Kursk. En 1834 empezó su labor en el Ministerio de Exteriores, donde llegaría a ser Consejero de Estado. Fue conocido por su filantropía, principalmente por haber fundado el Premio Demídov de literatura. Se casó con la dama de compañía de la emperatriz Alejandra Fiódorovna, Aurora Stjernvall (1808-1903) en 1836. Su hijo Pável Pávlovich Demídov, fue el abuelo del príncipe Pablo Karađorđević, que sería regente de Yugoslavia entre 1934 y 1941.

## Publicaciones
- Anatoli Demídoff, Travels in Southern Russia, and the Crimea; through Hungary, Wallachia, & Modavia, during the Year 1837, London, J. Mitchell, 1853, LCCN 05033883